# Attilio Felice Riva
Attilio Felice Riva (Torino, 1874 – Messina, 1954) è stato un carabiniere italiano.

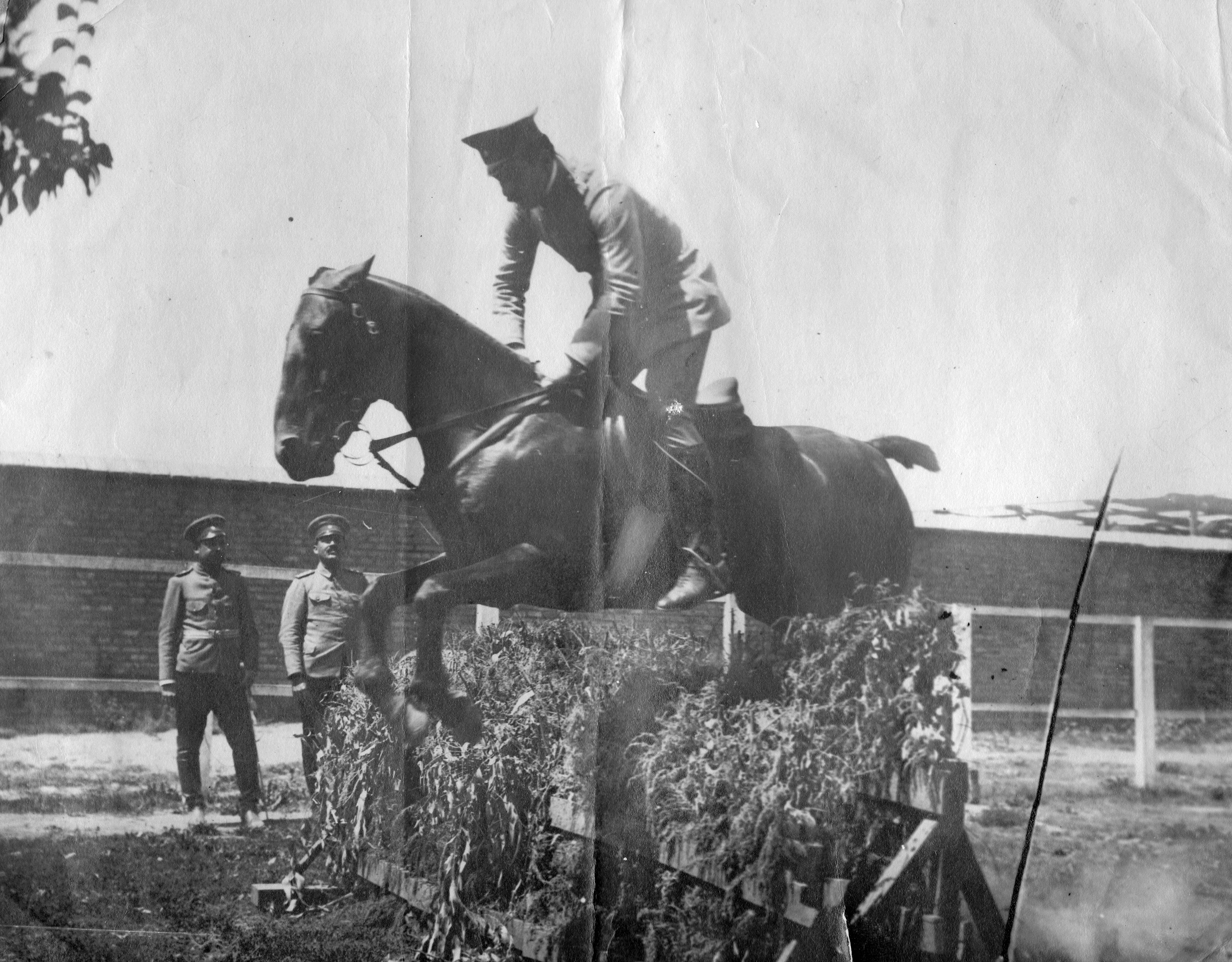
Attilio Felice Riva a cavallo, Cile, 1910

Carabiniere italiano, noto per essere stato, insieme al collega Torquato Cremonesi, il consigliere militare inviato dal Governo italiano presso il governo cileno per l'organizzazione del locale Cuerpo de carabineros de Chile.

## Biografia
Attilio Felice Riva entra come sottufficiale nell'Arma dei Carabinieri nel 1895, e svolge, fra l'altro, le funzioni di istruttore di cavalleria presso la celebre Scuola di Pinerolo, dove è fra i primi discepoli di Federico Caprilli. Sarà, successivamente, anche istruttore di cavalleria dei giovani della famiglia Savoia-Aosta.
Nel 1909 viene inviato dall'Arma dei carabinieri in missione in Cile, insieme al collega Torquato Cremonesi, con la missione di fornire istruzione e assistenza al Cuerpo de carabineros cileno, ispirato al modello italiano, ma al quale la grande distanza e una "certa inesperienza degli stessi organizzatori locali" avevano impedito di conseguire l'efficienza riconosciute internazionalmente all'omologo italiano.
I due sottufficiali, che rivestivano allora entrambi il grado di maresciallo maggiore, partirono da Napoli (naturalmente via mare) il 9 agosto 1909, e giunsero in Cile dopo trenta giorni di viaggio.
Durante la missione cilena furono entrambi inquadrati come alferez (sottotenente), secondo l'uso delle missioni straniere di conferire il grado immediatamente superiore, con una ferma vincolata di due anni. Furono quindi assegnati alla Scuola carabinieri di Santiago del Cile, dove svolsero sia il ruolo di istruttori, sia quello di consulenti per l'interpretazione e l'applicazione dei regolamenti che via via venivano emanati per la migliore organizzazione del Cuerpo. Accompagnavano, inoltre, il Comandante generale del Cuerpo nelle sue frequenti visite ai Comandi e Reparti locali, esercitando così anche una funzione ispettiva o di supervisione

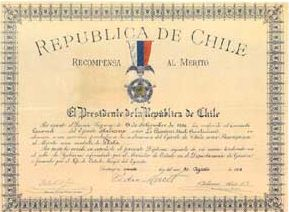
Diploma dell'onorificenza concessa ai carabinieri Riva e Cremonesi dal Governo cileno nel 1911

Nell'agosto del 1911, al momento del congedo, il Governo cileno concesse ai due carabinieri la più alta onorificenza militare prevista da quell'ordinamento: la Croce al Merito.
Al rientro in Italia il sottufficiale riprende il grado precedente alla missione, ma presto supera il concorso per ufficiale e viene inquadrato come tenente, per terminare poi la sua carriera, dopo alcuni anni, come maggiore.
Nel 1912 Attilio Felice Riva viene inviato in missione di collegamento sotto copertura a Costantinopoli (Istanbul), allora capitale dell'Impero ottomano, dove si muove sotto le mentite spoglie di un esercente una bottega di carbonaio nei pressi della Sublime porta.
Allo scoppio della Prima Guerra mondiale, viene richiamato in patria dove, con il grado di Capitano, è destinato a comandare la Compagnia carabinieri di Carlentini (SR), dal 1913. Alla fine della guerra si congeda con il grado di maggiore e si stabilisce a Messina, città nella quale si era sposato e aveva stabilito la sua famiglia.
Muore nel 1954 ed è sepolto nella Cappella dell'Arciconfraternita dei Catalani presso il Cimitero monumentale di Messina.
Recentemente, il 3-5 maggio 2011, la missione cilena dei carabinieri Riva e Cremonesi è stata commemorata dai comandanti generali dell'Arma dei carabinieri italiana e del Cuerpo de carabineros cileno, nell'ambito di una "tre giorni" di celebrazioni della secolare collaborazione fra le due istituzioni.